# Бой гремел в окрестностях Кабула (песня)
Бой гремел в окрестностях Кабула (песня), другое название «Вспомним, Товарищ, Мы Афганистан!» — культовая песня афганцев. Одно из ранних произведений афганской военной лирики.  

## История написания
Песенное творчество военнослужащих 40-й Армии — Ограниченного контингента Советских войск в Афганистане оформилось в яркое явление в народной песенной культуре 1980-х годов. «Афганские песни» стали оригинальной моделью воинской культуры военного и послевоенного времени.

Военная песня в Афганистане не ограничивалась территориями, а мгновенно распространялась по всему Ограниченному контингенту — лётчиками, которые постоянно перелетали из провинции в провинцию, уезжающими в отпуск офицерами, увольняющимися в запас солдатами.

Приезжавший в Афганистан с концертами Народный артист СССР Иосиф Кобзон выступал под громкие продолжительные аплодисменты. 

«Известную афганскую песню «Бой гремел в окрестностях Кабула» Иосиф Давыдович в каждом гарнизоне исполнял по-разному, учитывая местную специфику. Нам, например, пел, «бой гремел в окрестностях Герата». Такие же «поправки» были в Кундузе, Баграме, Шинданде…»— «Афганистан невыдуманные истории»
— Написанные на мелодии и стихотворения поэтов-фронтовиков, многие песни Великой Отечественной войны (1941—1945) в годы Афганской войны (1979—1989) были переработаны военнослужащими ОКСВА. Эти песни, ставшие уже популярными, часто исполнялись на концертах в гарнизонах ОКСВА известными советскими артистами во время их гастролей в Афганистане.

В литературе нашей издавна завелась «социальность», как некая неизлечимая чесотка, с помощью которой «разрешались» какие-то проблемы, хотя никаких проблем никогда литература не разрешала, ибо у неё – другое предназначение. Да и история, к чему по сути свелось потом постижение войны, не её прерогатива. И это было видно по песням изначально:

Бой гремел в окрестностях Кабула,

Ночь светилась всплесками огня…

Не сломало нас и не согнуло, —

Видно, люди крепче, чем броня.— Пётр Ткаченко «Литературная газета»
В начале 1980-х, так называемые песни-переделки, они же «песни-транзиты» были очень распространены в частях ОКСВА: «Забытую песню поёт миномёт»; «Я афганский озорной гуляка»; «Мы все спешим за бакшишами» и другие.

К примеру песня «Кукушка» в 1961 году изначально написанная автором Виктором Кочетковым, была переработана Юрием Кирсановым, став «гимном воинов-афганцев». Песня «Баксанская», где поётся о боях за Кавказ — на стихи и мелодию Юрия Визбора была адаптирована к песне об афганских событиях — «Вспомним товарищ мы Афганистан». Афганская песня «Через перевалы и долины» была переписана с «Песенки фронтовых шоферов» военных лет авторов стихов Б. Ласкина и Н. Лобковского на мелодию Б. Мокроусова — «Машина по дороге мчится» и многие другие.

Наиболее полюбившимися песнями в среде афганцев стали: «Тревога»; «Бой гремел в окрестностях Кабула»; «Мы в такие шагали дали»; «Кабул далекий и безжизненная степь»; Юрия Кирсанова — «Кукушка», «Над горами кружат вертолёты», «Здесь, под небом чужим», «Здравствуй, дорогая, из Афганистана»; Игоря Астапкина — «Мы выходим на рассвете», «Шли сегодня танки без привала» и другие.
Стихи к песне «Бой гремел в окрестностях Кабула» были написаны в конце 1980 года 29-летним капитаном Юрий Кирсанов на мелодию оригинальной песни «Баксанская», автор Юрий Визбор.
«Бой гремел в окрестностях Кабула» 
Бой гремел в окрестностях Кабула,

Ночь светилась всплесками огня…

Не сломало нас и не согнуло, –

Видно, люди крепче, чем броня.
…Вспомним, ребята, мы Афганистан,

Зарево пожарищ, крики мусульман,

Грохот автоматов, взрывы за рекой,

## См.также
- Афганские песни
- Кукушка (песня ветеранов-афганцев)
- Опять тревога (песня)
- Мы уходим! (песня)
- Батальонная разведка (песня)